# Entrepà neerlandès
un entrepà neerlandès és una estratègia d'erosió de la base imposable i trasllat de beneficis (BEPS), utilitzada principalment per multinacionals nord-americanes per evitar incórrer en retencions d'impostos de la Unió Europea sobre els beneficis no gravats a mesura que s'estaven traslladant a paradisos fiscals fora de la UE (com el "forat negre de les Bermudes"). Aquests beneficis no gravats podrien haver-se originat dins de la UE o fora de la UE, però en la majoria dels casos es van dirigir als principals paradisos fiscals de la UE centrats en les empreses, com Irlanda i Luxemburg, mitjançant l'ús d'altres eines BEPS. L'entrepà neerlandès s'utilitzava sovint amb eines BEPS irlandeses com ara les eines Double Irish, Single Malt i Capital Allowances for Intangible Assets ("CAIA"). El 2010, Irlanda va canviar el seu codi fiscal per habilitar les eines BEPS irlandeses per evitar aquestes retencions d'impostos sense necessitat d'un sandvitx neerlandès.

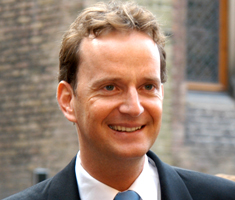
Ex. El ministre neerlandès Joop Wijn té el crèdit d'haver introduït l'eina BEPS basada en IP Sandwich neerlandès (que s'utilitza sovint amb l'eina BEPS Double Irish) i l'eina BEPS basada en deute "Dutch Double Dip".

## Explicació
L'estructura es basa en l'⁣escletxa fiscal que la majoria dels països de la UE permetran que es facin pagaments de royalties a altres països de la UE sense incórrer en retencions d'impostos. Tanmateix, el codi fiscal neerlandès permet que es facin pagaments de drets d'autor a diversos paradisos fiscals offshore (com les Bermudes), sense incórrer en la retenció d'impostos neerlandesos.
Per tant, l'entrepà neerlandès es comporta com una "porta del darrere" fora del sistema fiscal de societats de la UE i cap a ubicacions fora de la UE no tributàries.
Aquests pagaments de drets d'autor requereixen la creació d'esquemes de llicències de propietat intel·lectual ("PI") i, per tant, l'entrepà neerlandès es limita a sectors específics que són capaços de generar una propietat intel·lectual substancial. Això és més comú en els sectors tecnològic, farmacèutic, dispositius mèdics i industrials específics (que tenen patents).
La seva creació s'atribueix generalment a Joop Wijn (secretari d'Estat d'Afers Econòmics el maig de 2003) després de fer pressió d'advocats fiscals dels Estats Units des del 2003 fins al 2006.
| «                                                                                | (anglès) [When] former venture-capital executive at ABN Amro Holding NV Joop Wijn becomes State Secretary of Economic Affairs in May 2003 [, ... it's] not long before the Wall Street Journal reports about his tour of the US, during which he pitches the new Netherlands tax policy to dozens of American tax lawyers, accountants, and corporate tax directors. In July 2005, he decides to abolish the provision that was meant to prevent tax dodging by American companies, in order to meet criticism from tax consultants. | (català) [Quan] l'antic executiu de capital risc d'ABN Amro Holding NV Joop Wijn esdevingué secretari d'Estat d'Afers Econòmics el maig de 2003 [,... no passa] molt de temps abans que el Wall Street Journal informi sobre la seva gira pels Estats Units, durant el qual presenta la nova política fiscal dels Països Baixos a desenes d'advocats fiscals, comptables i directors fiscals de societats americans. El juliol de 2005, decideix abolir la disposició que pretenia evitar l'elusió fiscal per part de les empreses nord-americanes, per tal d'atendre les crítiques dels consultors fiscals. | » |
| — Oxfam/De Correspondent, "How the Netherlands became a Tax Haven", 31 May 2017. | | |   |

## Impacte
A partir del 2020, "Els Països Baixos són una jurisdicció extremadament atractiva en la qual ubicar empreses conductes de drets d'autor", tot i que es va anunciar una retenció a la font sobre els drets d'autor per al 2021 "per als casos en què hi hagi abús" després de la pressió internacional.
A partir del 2016, "les multinacionals van traslladar uns 22.000 milions d'euros en drets d'autor i interessos pels Països Baixos el 2016 per evitar impostos, segons un nou informe del ministeri de Finances". L'ús d'aquesta estructura d'elusió fiscal, per si sol, va produir el 10% dels ingressos reportats per les empreses ficticis als Països Baixos.

## Doble irlandès

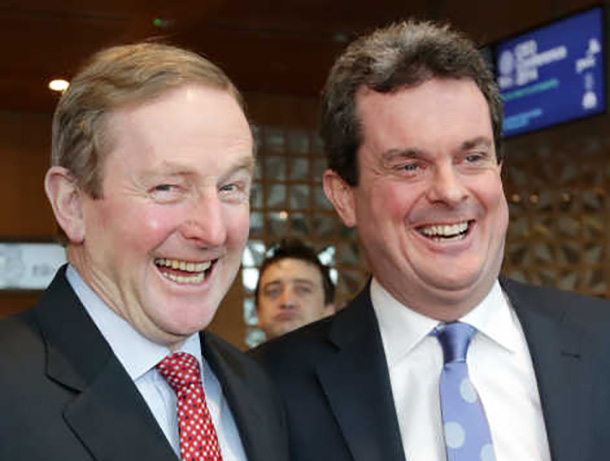
Irish Taoiseach Enda Kenny i el soci director de PwC (Irlanda) Feargal O'Rourke, l'"arquitecte" del doble entrepà irlandès, que van pressionar amb èxit el 2010 per modificar les normes de retencions fiscals irlandeses, eliminant així la necessitat d'un sandvitx neerlandès.

L'entrepà neerlandès s'associa més habitualment amb la doble estructura fiscal irlandesa BEPS, i amb multinacionals tecnològiques nord-americanes amb seu a Irlanda com Google. El Double Irish és l'eina BEPS més gran de la història, ajudant sobretot a les multinacionals de tecnologia i ciències de la vida dels EUA a protegir fins a 100.000 milions de dòlars anuals dels impostos.
El "doble irlandès" en canvi, utilitza una empresa irlandesa (IRL2) que està legalment constituïda a Irlanda i, per tant, el codi fiscal dels EUA la considera estrangera, però està "gestionada i controlada", per exemple, des de les Bermudes (i, per tant, el codi fiscal irlandès també fa referència a com estranger). L'entrepà neerlandès, amb l'empresa neerlandesa com a "talxa neerlandesa" a l'"entrepà", s'utilitza per traslladar diners a aquesta empresa irlandesa (IRL2), sense incórrer en la retenció d'impostos irlandesos.
El 2013, Bloomberg va informar que el lobby del soci gerent irlandès de PricewaterhouseCoopers Feargal O'Rourke, a qui Bloomberg va titllar de "gran arquitecte" del Double Irish, va portar al govern irlandès a relaxar les regles per fer més fàcil que es practiqués el "doble irlandès" en comptes que se n'anessin les operacions cap a "l'entrepà neerlandès" dels pPagaments de drets d'autor a empreses fora de la UE (és a dir IRL2), sense incórrer en la retenció d'impostos irlandesos. Això va eliminar la necessitat explícita de l'entrepà neerlandès, però encara hi ha diverses condicions que no s'adaptaran a tots els tipus d'estructures de Double Irish i, per tant, diverses multinacionals nord-americanes a Irlanda van continuar amb la clàssica combinació "Double Irish with a Dutch Sandwich".
Després de la pressió de la UE, l'eina Double Irish BEPS es va tancar als nous usuaris el 2015, tanmateix, es van crear noves eines BEPS irlandeses per substituir-lo:
- L'eina BEPS irlandesa Single Malt de Microsoft i Allergan;[24][25]

- L'eina BEPS irlandesa d'Apple i Accenture Capital Allowances for Intangible Assets (CAIA) (fama famosa per l'economia del duent).[26][27][28]

## Conducte OFC

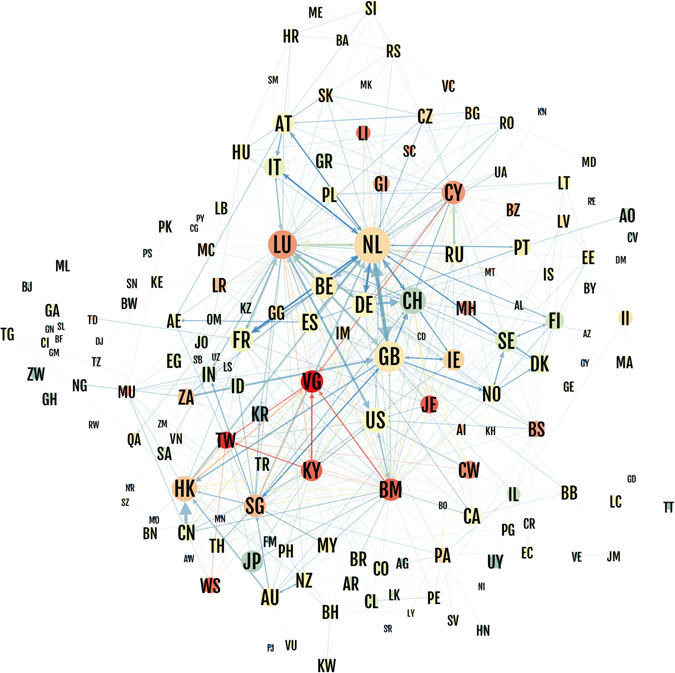
L'entrepà neerlandès ha ajudat a convertir els Països Baixos en el conducte OFC global més gran del món, ja que facilita el moviment de beneficis procedents de la UE cap a paradisos fiscals no comunitaris.

L'entrepà neerlandès ha convertit els Països Baixos en el més gran dels cinc principals OFC de conductes globals identificats en una anàlisi del 2017 publicada per Nature Research de centres financers offshore titulada: "Descobrint els centres financers offshore: Conduits and Sinks in the Global Corporate Ownership Network". Els cinc OFC globals de conductes (Països Baixos, Regne Unit, Irlanda, Singapur i Suïssa) són països que la UE/OCED no han etiquetat formalment com a "paradisos fiscals", però, són els responsables d'encaminar gairebé la meitat dels fluxos globals d'elusió fiscal de les empreses cap a la vint-i-quatre Sink OFC, sense incórrer en impostos al Conduit OFC.
Els OFC de conductes depenen de les principals oficines de grans despatxos d'advocats i comptabilitat per crear vehicles legals, mentre que els OFC Sink tenen operacions més petites (per exemple, sucursals d'aquestes empreses més grans). Per exemple, Irlanda disposa de les eines BEPS per permetre a les multinacionals nord-americanes amb una gran quantitat de propietat intel·lectual redirigir els beneficis globals cap a Irlanda, sense impostos. Aleshores, els Països Baixos permeten que aquests beneficis irlandesos arribin a un paradís fiscal clàssic (per exemple, les Illes Caiman o Jersey) sense incórrer en la retenció d'impostos de la UE.